# Мегхадута
«Мегхаду́та» (санскр. मेघदूत; IAST: meghadūta; «Облако-вестник») — санскритская лирическая поэма, написанная Калидасой, одним из самых выдающихся поэтов санскритской литературы. В 1813 году поэма впервые была переведена на английский язык Г. Г. Вильсоном.

## Сюжет
Несмотря на то, что это маленькая поэма, она тем не менее является одной из самых знаменитых работ Калидасы. В ней рассказывается, как якша, слуга бога Куберы, после изгнания на целый год в Центральную Индию неизвестно за что, убеждает пролетающее облако передать послание его жене на гору Кайласа в Гималаях. Якша завершает своё прошение описанием множества прекрасных видов, которые будут открываться облаку при его движении в Алаку, где жена ждёт возвращения мужа-якши.